# 77
| [ Edytuj tabelę ] |                         |
| Cesarz Chin       | - 75 Han Zhangdi 88     |
| Władca Korei      | - 53 T’aejodae 146      |
| Król Nabatei      | - 70 Rabel II Soter 106 |
| Papież            | - 67 Linus 79           |
| Król Partów       | - 51 Wologazes I 78     |
| Cesarz Rzymu      | - 69 Wespazjan 79       |

Rok 77 / LXXVII
stulecia: I wiek p.n.e. ~
I wiek ~
II wiek

lata: 67 «
72 «
73 «
74 «
75 «
76 «
77
» 78
» 79
» 80
» 81
» 82
» 87

## Wydarzenia
- Europa
  - Agrykola powiększył panowanie w Brytanii